# Argyrotaenia dorsalana
Argyrotaenia dorsalana là một loài bướm đêm thuộc họ Tortricidae. Nó được tìm thấy ở British Columbia và Washington, phía nam đến California và Utah.
Sải cánh dài 16–22 mm.